# 瀧乃屋
瀧乃屋（たきのや、新字体：滝乃屋）は、歌舞伎役者の屋号。
二代目市川門之助の出身地が江戸近郊の王子瀧野川村だったことにその名は由来する。
瀧乃屋の代表的な名跡には以下のものがある。なお参考までに定紋も併せて記した。
| 屋号            | 名跡                           | 定紋                 | 定紋 |
| --------------- | ------------------------------ | -------------------- | ---- |
| たきのや 瀧乃屋 | いちかわ もんのすけ 市川門之助 | よつ もみじ 四ツ紅葉 |      |
| たきのや 瀧乃屋 | いちかわ しんしゃ 市川新車     | よつ もみじ 四ツ紅葉 |      |
| たきのや 瀧乃屋 | いちかわ こよね 市川小米       | よつ もみじ 四ツ紅葉 |      |